# Akif Handžić
Akif Handžić (Sarajevo, 1912. – 1945.) bio je pukovnik-muftija u Ustaškoj vojnici.

## Životopis
Rođen je 1912. godine u Sarajevu, gdje je završio niže školovanje. Studira u Kairu na Sveučilištu Al-Azhar. Za školovanja postao je hafiz. Nakon studija vraća se u Sarajevo. Bio je džematski imam u Zavidovićima. Poslije odlazi u Sarajevo gdje postaje imam i hatib Gazi Alipašine džamije, imam Državne bolnice, vazi na području sarajevskoga Ulema medžlisa te imam i hatib Čekrči-Muslihudinove džamije. Na zadnjoj dužnosti dočekao je rat. Listopada 1941. bio je jedan od potpisnika sarajevske "ramazanske" muslimanske rezolucije kojom su muslimanski građanski i vjerski uglednici od ustaških vlasti tražili da se uvede red i zakon u državi, prekine svako nasilje te kazni najodgovornije za zločine počinjene nad režimu nepoćudnim dijelovima stanovništva. Važio je kao imam izrazite ustaške orijentacije. Često se sukobljavao s ulemom okupljenom oko El-Hidaje. Sumnjičio ju je za protudržavnu djelatnost. Sukobljavao se i s upravom Islamske vjerske zajednice koja ga je gledala kao izvršitelja vladinih ciljeva. Redovito je obilazio istočnu Bosnu, pogođenu četničkim terorom. Zbog toga je uživao određenu popularnost među izbjeglicama i neizbjeglim stanovništvom, koje je pozivao da pristupe ustaškim postrojbama.
Koncem 1941. Jure Francetić poziva ga da se kao islamski dusobrižnik pridruži dobrovoljačkoj sarajevskoj ustaškoj bojni, Crnoj legiji. Odlukom Jure Francetića, uz raniju suglasnost reisa-ul-uleme Fehima Spahe, listopada 1942. postao je islamski dušobrižnik 1. sarajevske ustaške pukovnije i dobio je čin satnika. Nakon godine i pol dana napreduje do čina ustaškog bojnika. S postrojbom je bio po bojištima istočne Bosne. Svraćao je povremeno u Zagreb. Veljače 1943. zagrebačka džamijska Zaklada postavlja ga za privremenog imama i hatiba u novoj džamiji ispred koje je početkom 1943. predvodio ceremoniju prvoga javnog učenja ezana. O tome je izdao i poseban proglas pripadnicima Ustaške vojnice koji se dijelio u Bosni u obliku letaka. Handžić je važio kao osoba od velikog poglavnikova povjerenja. Prigodom posjeta jeruzalemskog muftije Sejjida Muhameda Emina al-Huseinija Zagrebu 31. ozujka do 3. travnja 1943., Handžića su ustaške vlasti dodijelile jeruzalemskom muftiji za službenog prevoditelja s arapskog. Naložili su mu da prati al-Huseinija tijekom daljnjeg obilaska NDH, jer je plan putovanja sadržavao obilazak Bosne, a ustaški obavještajci budno su pratili sve što al-Huseini čini jer su se bojali njemačkih autonomaških kombinacija s bosansko-hercegovackim muslimanima. Handžić je imenovan je muftijom Ustaške vojnice i Poglavnikova tjelesnog sdruga. Pri obilasku trupa u Zagrebu nosio je čin pukovnika PTS-a, a nakon toga nije poznata njegova sudbina. Godine 1945. zarobljava ga JNA. Suđeno mu je pred Vrhovnim sudom NR Bosne i Hercegovine. Osuđen je na smrtnu kaznu vješanjem.